# Kasim Reed
Mohammed Kasim Reed (Plainfield, 10 giugno 1969) è un politico e avvocato statunitense, sindaco di Atlanta dal 2010 al 2018.
Appartenente al Partito Democratico, Reed è stato membro della Camera dei rappresentanti della Georgia dal 1999 al 2003 ed ha rappresentato il 35º Distretto nel Senato della Georgia dal 2003 al 2009. Ha sostenuto la campagna di successo di Shirley Franklin nel 2001. Scaduto il mandato della Franklin, Reed si è candidato ed è stato eletto nel 2009, con insediamento ufficiale nell'ufficio del sindaco il 4 gennaio 2010. Nel 2013 Reed è stato nuovamente rieletto.